# استفانی سویفت
استفانی سویفت (انگلیسی: Stephanie Swift؛ زاده ۷ فوریهٔ ۱۹۷۲) بازیگر پورنوگرافی پیشین اهل ایالات متحده آمریکا است.